# Sofia de Rheineck
Sofia de Rheineck (cunoscută și ca Sofia de Salm, contesă de Bentheim) (n. cca. 1120 – d. 26 septembrie, 1176, Ierusalim) a fost o nobilă germană, devenită contesă de Olanda în urma căsătoriei cu Dirk al VI-lea.
Tatăl Sofiei a fost contele Otto I de Rheineck, fiul anti-regelui Herman de Salm, iar mama sa Gertruda de Northeim.
După căsătoria cu contele Dirk al VI-lea de Olanda, Sofia s-a implicat în edificare de noi biserici în abațiile de Egmond și Rijnsburg. În 1138, ea a efectuat un pelerinaj la Ierusalim împreună cu soțul ei. Pe parcursul călătoriei, ei l-au vizitat și pe papă la Roma.
După moartea lui Dirk, Sofia a întreprins un pelerinaj și la Santiago de Compostela și alte două la Ierusalim, în 1173 și 1176. În timpul ultimei vizite, ea a murit în spitalul Sfintei Maria a teutonilor din Cetatea Sfântă. A fost înmormântată în Ierusalim.

## Urmași
1. Dirk, cunoscut ca Peregrinus (n. 1138/1139 – d. 1151).
2. Floris (n. cca. 1140 – d. 1 august 1190), succesor la conducerea comitatului de Olanda.
3. Otto (n. 1140/1145 – d. 1208 sau ulterior), a moștenit comitatul mamei sale, devenind conte de Bentheim.
4. Balduin (n. cca. 1149 – d. 30 aprilie 1196), inițial preot de Sfânta Maria din Utrecht; apoi, episcop de Utrecht de la 1178.
5. Dirk (n. cca. 1152 – d. 28 august 1197, Pavia), de asemenea episcop de Utrecht, din 1197).
6. Sofia, devenită din 1186 abatesă la Rijnsburg, întemeiată de bunica sa.
7. Hedwiga (d. 28 august 1167), călugăriță la Rijnsburg.
8. Gertruda (d. din copilărie).
9. Petronilla.